# Ciclu termodinamic
Un ciclu termodinamic este totalitatea stărilor prin care trece un sistem termodinamic în cursul unor transformări, începând de la o anumită stare și până când revine la aceeași stare.
În timpul transformărilor parametrii de stare (presiunea, temperatura și alții) pot varia, însă variația lor totală va fi nulă (revin la valorile din punctul de pornire, care este arbitrar). Transformările pot avea loc cu schimb de căldură și lucru mecanic, ale căror valori depind de tipul transformărilor, iar suma căldurii schimbate, respectiv suma lucrului mecanic pot să fie diferite de zero. Primul principiu al termodinamicii specifică că suma căldurilor (cu semnul lor) intrate în ciclu este egal cu suma lucrului mecanic efectuat de ciclu (lucrul mecanic ciclic). Repetarea continuă a proceselor este un concept important al termodinamicii.
Pentru modelarea funcționării mașinilor termice reale, transformările din ciclu sunt considerate cvasistatice (nu depind de timp).

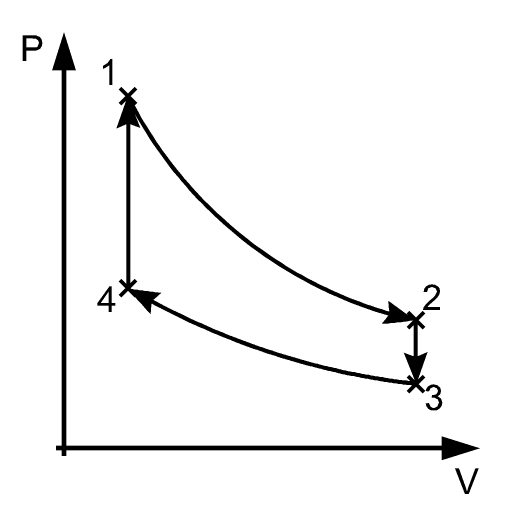
Exemplu al unui ciclu termodinamic motor reprezentat în diagrama p-V.

Ciclurile termodinamice se pot reprezenta în diagrame care au pe axe parametri conjugați, cum sunt p-V, respectiv T-s. Într-o astfel de diagramă un ciclu termodinamic este o buclă închisă. Suprafața închisă de buclă este chiar o măsură a lucrului mecanic ciclic, L.
{\displaystyle {\text{(1)}}\qquad L=\oint p\ dV}.
Lucrul mecanic ciclic este egal cu bilanțul de căldură al ciclului:
{\displaystyle {\text{(2)}}\qquad L=Q-\left|Q_{0}\right\vert }
unde Q și Q0 sunt căldurile intrată, respectiv evacuată din ciclu.
Relația (2) arată că un ciclu este similar cu o transformare izotermă: chiar dacă energia internă variază în timpul ciclului, când ciclul s-a încheiat energia sistemului este identică cu cea din momentul începerii ciclului.
Dacă ciclul se desfășoară de-a lungul buclei în sens orar, este vorba de un ciclu motor, care produce lucru mecanic, consumând căldură, iar dacă ciclul se desfășoară de-a lungul buclei în sens trigonometric, este vorba de un ciclu generator, care consumă lucru mecanic, pompând căldură. Exemple de cicluri motoare: ciclul motorului cu ardere internă, ciclul termocentralelor etc. Exemple de cicluri generatoare: ciclul după care funcționează un frigider cu compresiune mecanică, ciclul unei pompe de căldură.